# タクアリ (砲艦・初代)
タクアリ (Tacuarí) はパラグアイ海軍の外輪砲艦。1864年からのパラグアイ戦争に参加し、同戦争中に失われた。
古い計測では常備排水量421トン、満載排水量496トン。後の測定では常備倍水量428から424トン、満載排水量444トン、垂線間長166フィート、最大幅25フィート1/2インチ。蒸気機関2基搭載で、速力16ノット。兵装は60ポンド前装砲2門、32ポンド前装砲2門、8ポンド前装砲2門で、1867年に12ポンド後装砲1門が追加された。68ポンド砲2門と32ポンド砲6門搭載とも。
ロンドンのThompson社で1854年に建造。ブライスのJ. and A. 社で兵装が搭載された後、1854年11月6日にロンドンより出航し、1855年1月28日にアスンシオンに到着した。その際、フランシスコ・ソラーノ・ロペスが便乗している。
1858年7月21日、Villa de Oliva付近でイギリス汽船「Little Polly」と衝突。1859年、Justo José de Urquizaをアスンシオンからパラナへ運ぶ。同年、内戦を調停すべくロペスが「タクアリ」でブエノス・アイレスへ向かったが、イギリス砲艦「Buzzard」と「Grappler」に阻止された。
1864年11月11日、マット・グロッソ州知事などを乗せたブラジル船「Marqués de Olinda」がアスンシオンに寄港した後、北へ向かった。「タクアリ」は、ロペスより「Marqués de Olinda」をアスンシオンへ引き返させるよう命じられ、出航。翌日「Marqués de Olinda」に追いつき、同船は命令に従ってアスンシオンに戻った。その後、「Marqués de Olinda」に乗っていた者は拘束された。
12月にパラグアイ軍はマット・グロッソへの侵攻を開始し、旗艦として参加した「タクアリ」は他の参加艦船と共にアスンシオンから北へ向かった。
1865年4月13日、「タクアリ」他4隻はコリエンテスに現れ、アルゼンチンの「グアレグアイ」と「25・デ・マヨ」を捕獲した。
1865年6月11日、Battle of Riachueloに参加し損傷。
1867年8月8日、「タクアリ」は新兵をアスンシオンからHumaitaへ輸送した。
1868年3月22日（23日）、Timbó砲台のもとにあった「タクアリ」はブラジルの「バイア」、「パラ」の攻撃を受け、自沈した。